# 千歳線
千歳線（ちとせせん）は、北海道（胆振管内）苫小牧市の沼ノ端駅から北海道（石狩管内）札幌市白石区の白石駅を結ぶ本線と、北海道（石狩管内）千歳市の南千歳駅から分岐して同市の新千歳空港駅に至る支線（空港線）からなる北海道旅客鉄道（JR北海道）の鉄道路線（幹線）である。
沼ノ端駅で室蘭本線、南千歳駅で石勝線、白石駅で函館本線と接続する。列車運行上の千歳線は、室蘭本線の苫小牧駅 - 沼ノ端駅間及び、函館本線の白石駅 - 札幌駅間を含めた苫小牧駅 - 札幌駅間 (71.2 km・17駅) である。

## 概要
札幌市から道南・道東へと至る主要幹線であると同時に、新千歳空港へのアクセス路線、札幌近郊の通勤輸送路線、そして本線区間では日本貨物鉄道（JR貨物）の貨物列車も運行されることから札幌都市圏と道外を結ぶ物流ルートとしての多彩な性格を併せ持つ。特に南千歳以北の区間は、北海道内では有数のドル箱路線で、列車運行本数が多くなっている。
JR北海道の道内完結路線で唯一全線が複線化（支線は除く）されている路線である。なお、函館本線と並列している白石駅 - 札幌駅間は互いに列車密度が高いため柔軟な運用ができるように専用の複線を走行している。
支線を含む全線が、室蘭本線の苫小牧駅 - 沼ノ端駅間と合わせてIC乗車カード「Kitaca」の利用エリアに含まれている。
支線である南千歳駅 - 新千歳空港駅間は加算運賃区間のため、キロ数で計算した運賃に20円が加算される。なお、この加算運賃は2019年（令和元年）9月末までは140円であった。

## 歴史
1926年（大正15年）8月21日、北海道鉄道の「札幌線」（さっぽろせん）として敷設された路線である。連帯輸送面から見ると、札幌線は両端を国鉄室蘭本線・函館本線に制されたローカル線であったが、北海道炭礦鉄道により建設された室蘭本線が石炭輸送を重視して太平洋岸から石狩炭田に近い追分・岩見沢へと伸びていた都合上、それまで存在しなかった苫小牧 - 札幌間の短絡ルートとしての機能を果たした。札幌線開業時の沼ノ端駅 - 苗穂駅間は1日5往復で、客貨混合列車が主流だった。所要時間は沼ノ端駅 - 苗穂駅間が2時間20分、千歳駅 - 苗穂駅間は1時間30分だった。

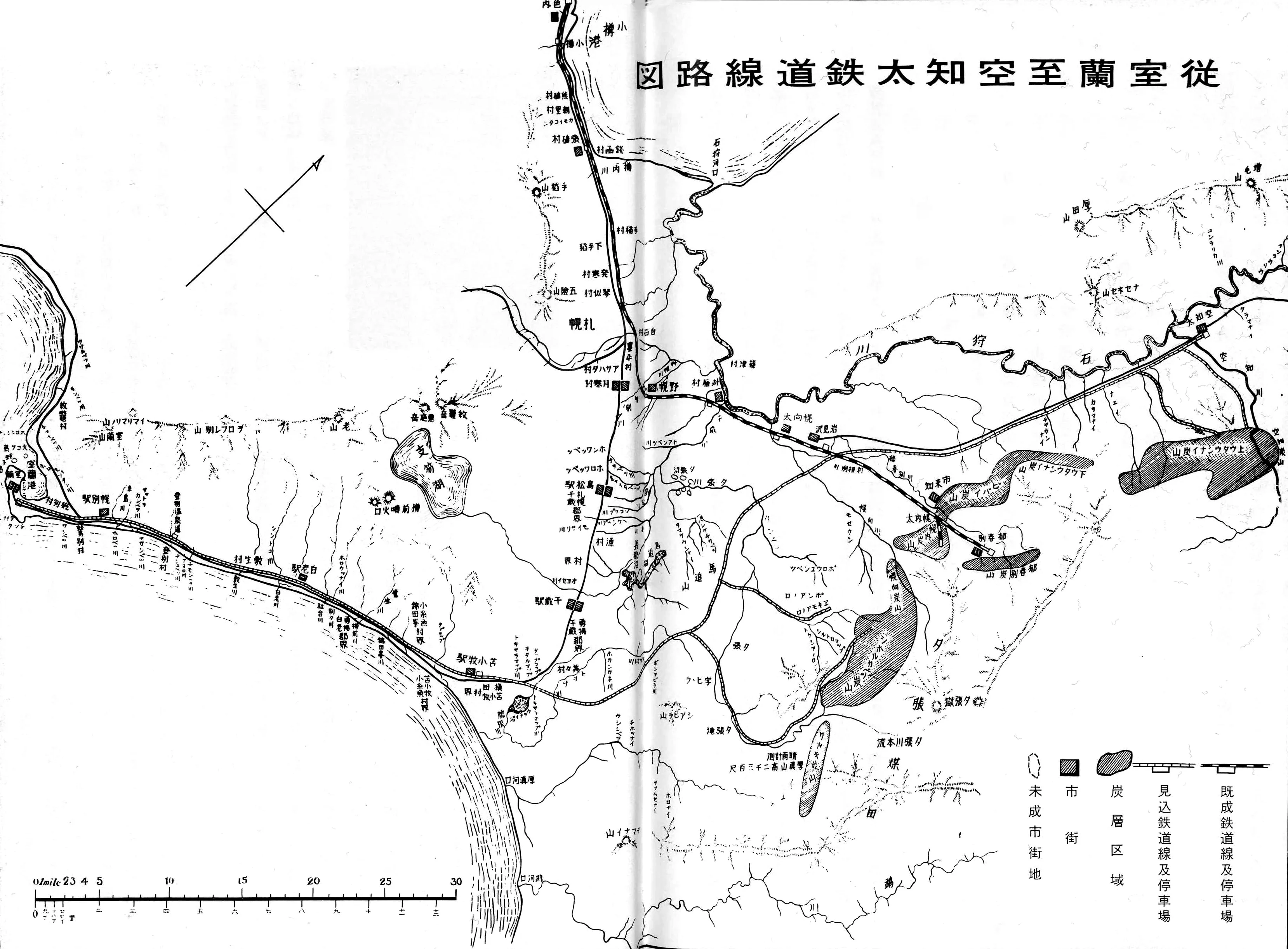
太線は北海道炭礦鉄道会社線。中央の細線は北海道鉄道会社線。

日胆地区の住民による運動が続けられた結果、1934年（昭和9年）10月1日から室蘭本線の苫小牧駅 - 沼ノ端駅間、1940年（昭和15年）10月26日から函館本線の苗穂駅 - 札幌駅間にそれぞれ旅客列車が乗り入れを開始すると、苫小牧駅 - 札幌駅間が1日4往復の直通運転となり、所要時間も苫小牧駅 - 札幌駅間が約1時間30分となった。また、1935年（昭和10年）12月1日からは内燃気動車（ガソリンカー）501形（後の国鉄40350形）の運用を開始し、道内旅客列車無煙化の始めともなった。
太平洋戦争（大東亜戦争）中の1943年（昭和18年）8月1日、戦時輸送体制強化のため第十二航空艦隊司令部が置かれた千歳海軍航空隊基地を沿線にもつ札幌線は、戦争遂行上の兵員輸送や物資輸送のために国によって戦時買収され、国鉄千歳線となった。敗戦直後は、苫小牧駅 - 札幌駅間が1往復、苫小牧駅 - 苗穂駅間および苫小牧駅 - 千歳駅・恵庭駅間が数本のみであったが、1950年（昭和25年）10月1日には、戦時中と同じ苫小牧駅 - 札幌駅間4往復体制に戻った。1953年（昭和28年）12月からは全ての旅客列車・混合列車が札幌駅発着となった。 
戦前、札幌と函館方面を結ぶ路線としては、小樽・倶知安経由の函館本線が幹線として機能していた。これは、千歳線の路盤の軟弱さや、急曲線を擁する北広島駅 - 苗穂駅間の線形の悪さが隘路となっていたためともいわれる。しかし、函館本線は急勾配を擁する長万部駅 - 小樽駅間、いわゆる「山線」がネックとなっており、これに比べ平坦な室蘭本線の長万部駅 - 沼ノ端駅間とこれに接続する千歳線区間、いわゆる「海線」は、戦中・戦後を通じ輸送力増強の見地から改良を加えられてきた。
1950年代から優等列車の設定も行われ、1960年代以降は30 km以上遠回りながら、函館山線よりも高速運転に適する条件から、函館 - 札幌間のメインルートの地位を確立する。1961年（昭和36年）10月1日にはサンロクトオのダイヤ改正で特急「おおぞら」が運行を開始するなど、輸送力増強が図られ続けた。なお、当初「おおぞら」は千歳線内は全駅通過、苫小牧と札幌に停車していた。
1965年（昭和40年）9月22日の千歳駅 - 恵庭駅間を皮切りに、1969年（昭和44年）9月25日までに恵庭駅 - 北広島駅間、美々駅 - 千歳駅間、植苗駅 - 美々駅間、沼ノ端駅 - 植苗駅間で順次複線化が行われた。1973年（昭和48年）9月9日には新札幌副都心開発計画に合わせて、線形が悪く輸送上のネックであった北広島駅 - 苗穂駅間の線路付け替えが行われ、全線複線化が完了。1980年（昭和55年）10月1日には全線が電化（交流20,000 V・50 Hz）と千歳空港駅（現在の南千歳駅）の開設が行われ、札幌都市圏の重要な通勤路線や札幌市内から千歳飛行場（旧千歳空港）へのアクセスルートとして、列車の増発や所要時間短縮などの輸送力増強が進められた。
1981年（昭和56年）10月1日に石勝線が開業。千歳空港駅（現・南千歳駅）で千歳線と接続し、札幌方面と新得・帯広・釧路方面を短絡するルートとなった。従来の根室本線優等列車の多くは札幌から函館本線を北上し、滝川から根室本線を南下して新得に至っていたが、それらほとんどが千歳線経由で石勝線に入って新得に向かうようになり、道東方面への幹線としての性格も併せ持つようになった。
1986年（昭和61年）11月1日に函館本線長万部駅 - 小樽駅間の山線から定期の優等列車（特急・急行）が全廃されて以降は、札幌方面と函館方面を結ぶ唯一の幹線ルートとして、特急「北斗」や寝台特急・夜行急行・高速貨物列車などが頻繁に運行され、線路の強化や高速化などが実施されている。
1987年（昭和62年）4月1日の国鉄分割民営化に伴い、当路線は北海道旅客鉄道（JR北海道）へと承継された。1992年（平成4年）7月1日には、同日に供用を開始した新千歳空港ターミナルビルの地下へ乗り入れる単線の支線（空港線）が開業した。
2017年（平成29年）5月15日のJR北海道の公式発表によると、輸送量増に対して新札幌駅・千歳駅の耐震基準が1970年（昭和45年）以前の適用基準であるため、また新札幌駅ではコンクリート片が落下する事象が発生しているため、2017年度から2021年度にかけて高架橋の耐震工事の実施が予定されている。

### 年表

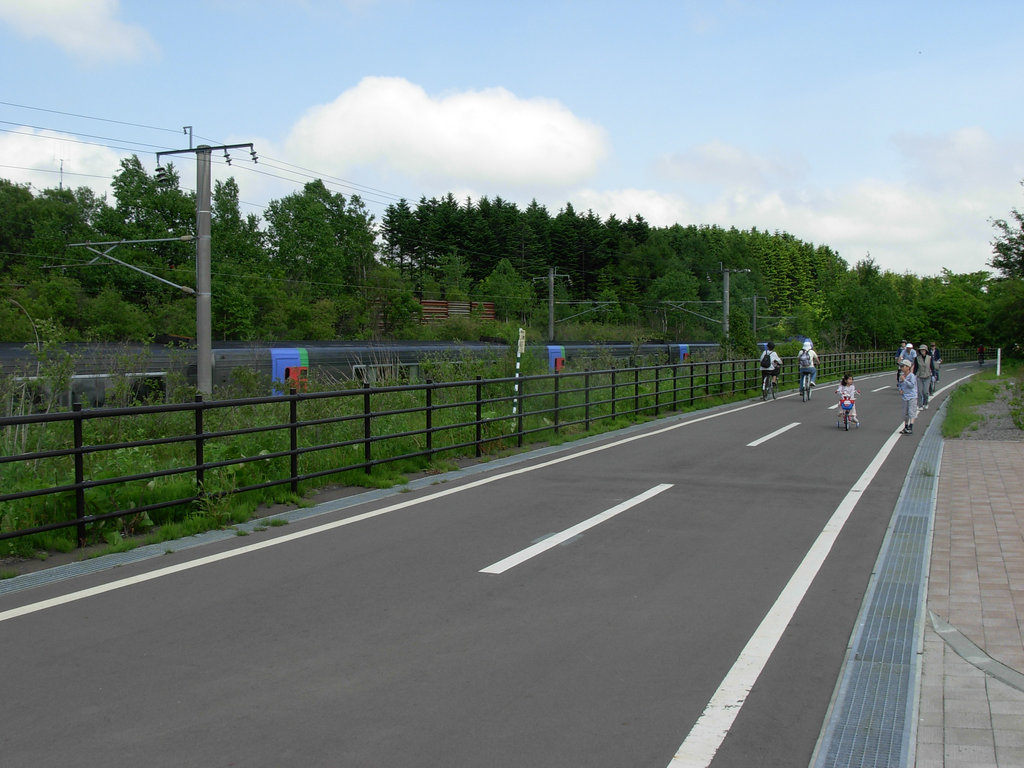
千歳線旧線跡（道道札幌恵庭自転車道線）から新線を見る（2007年6月）

#### 北海道鉄道札幌線
- 1926年（大正15年）8月21日：北海道鉄道（2代）札幌線（さっぽろせん）として、沼ノ端駅 - 苗穂駅間 (62.6 km[2]) が開業[13][11][14][15][16]。同区間に（貨）植苗駅[4][12]、美々駅[4][12]、千歳駅[4][12]、恵庭駅[4][12]、島松駅[4][12]、北広島駅[4][12]、上野幌駅（初代）[4][17][12]、（貨）大谷地駅[4][18]、月寒駅[注釈 3][4][18]、東札幌駅[4][18]を新設。
- 1931年（昭和6年）7月25日：苗穂駅 - 東札幌駅間が電化（直流1,500 V）され、定山渓鉄道の気動車が苗穂駅への片乗り入れを開始[14][19][15][16]。
- 1934年（昭和9年）10月1日：室蘭本線の苫小牧駅 - 沼ノ端駅間に旅客列車乗り入れ開始[4][11]。
- 1935年（昭和10年）12月1日：苗穂駅 - 苫小牧駅間にて内燃気動車（ガソリンカー）501形（国鉄40350形）運行開始[4][11][14]。
- 1940年（昭和15年）10月26日：函館本線の苗穂駅 - 札幌駅間に旅客列車乗り入れ開始[4][11]。

#### 国有鉄道（官設鉄道）
- 1943年（昭和18年）8月1日：北海道鉄道（2代）が鉄道省に買収され、国有化。沼ノ端駅 - 苗穂駅間が千歳線となる[13][11][14][15][16][新聞 3]。
- 1945年（昭和20年）11月4日：室蘭駅 - 苗穂駅間にて連合軍専用列車が運行開始[6][11]。
- 1946年（昭和21年）11月10日：上野駅 - 札幌駅間直通の連合軍専用列車が、千歳線経由に変更[6][11]。
- 1949年（昭和24年）6月1日：日本国有鉄道法施行に伴い、公共企業体日本国有鉄道（国鉄）に移管。
- 1955年（昭和30年）6月1日：全線気動車化完了[11][20]。
- 1957年（昭和32年）
  - 8月12日：定山渓鉄道が自社新製気動車による札幌駅への乗り入れを開始[19][15][16]。
  - 10月1日：定山渓鉄道が旅客列車による苗穂駅への乗り入れを廃止[21]。それに伴い、苗穂駅 - 東札幌駅間の電化設備（直流1,500 V）を撤去[15]。
- 1958年（昭和33年）
  - 3月1日：千歳駅 - 恵庭駅間に長都仮乗降場を新設[3]。
  - 7月1日：長都仮乗降場が長都駅となる[3][11][12]。
- 1959年（昭和34年）
  - 6月6日：札幌駅 - 様似駅間（千歳線・日高本線経由）の準急「えりも」運行開始[11][22]。
  - 9月22日：札幌駅 - 室蘭駅・虻田駅（現在の洞爺駅）間の準急「ちとせ」運行開始[11]。
- 1960年（昭和35年）7月1日：函館駅 - 札幌駅間（室蘭本線・千歳線経由）の気動車急行「すずらん」運行開始[11]。
- 1961年（昭和36年）
  - 1月14日：北広島駅 - 上野幌駅（初代）間に西の里信号場（初代）を新設[23]。
  - 10月1日：サンロクトオのダイヤ改正に伴い、函館駅 - 旭川駅間（室蘭本線・千歳線経由）の特急「おおぞら」運行開始[24][11]。以降、主要列車が千歳線経由で運行されるようになる[11]。
- 1964年：函館駅 - 釧路駅・網走駅間（室蘭本線・千歳線経由）の特急「おおとり」運行開始[24][25][26]。
- 1965年（昭和40年）
  - 9月22日：千歳駅 - 恵庭駅間が複線化[23][27]。
  - 10月1日：函館駅 - 旭川駅間（室蘭本線・千歳線経由）の特急「北斗」運行開始[24]。
- 1966年（昭和41年）9月7日：恵庭駅 - 北広島駅間を複線化[23][28][15]。
- 1968年（昭和43年）
  - 8月23日：植苗駅 - 美々駅間が複線化[27][15]。
  - 10月1日：函館本線（貨物支線）の白石駅 - 新札幌駅（初代）間が開業し、同区間に（貨）新札幌駅（初代）を新設[13][21]。
  - 11月25日：美々駅 - 千歳駅間が複線化[27][15]。
- 1969年（昭和44年）
  - 9月25日：沼ノ端駅 - 植苗駅間が複線化[27][15]。
  - 11月1日：定山渓鉄道線の廃止に伴い、同鉄道の札幌駅乗り入れが終了。
- 1973年（昭和48年）
  - 7月16日：新札幌駅（初代）を札幌貨物ターミナル駅に改称[16]。
  - 9月9日：北広島駅 - 白石駅 - 苗穂駅間（19.6 km・複線）の新線（すべて複線）が開業[9][11][16]。上野幌駅が同区間に移転（2代目）[9][23]。上野幌駅（2代目） - 白石駅間に新札幌駅（2代目）[11][12][新聞 4]を新設。白石駅 - 苗穂駅間 (3.6 km) は函館本線との重複区間となり、苗穂駅 - 白石駅間が複々線化される。沼ノ端駅 - 植苗駅間を改キロ (-0.1 km) 。札幌貨物ターミナル駅が貨物支線の終着駅から本線の途中駅となり、貨物輸送における函館本線・千歳線の接続駅となる。
  - 9月10日：旧線のうち、北広島駅 - 月寒駅間 (16.1 km) [11]および東札幌駅 - 苗穂駅間 (3.1 km) が廃止され、同区間の西の里信号場（初代）、大谷地駅[9][11][18]を廃止。月寒駅 - 東札幌駅間 (2.7 km) は白石駅での接続に変更され[9][21]、函館本線（貨物線）に編入[13][11]。
- 1976年（昭和51年）10月1日：月寒駅 - 東札幌駅間が廃止[21]。月寒駅[4][7][11][18]を廃止。
- 1980年（昭和55年）
  - 7月10日：千歳市内の4.39 kmが高架化されるとともに千歳駅も高架上に移転。同区間の踏切6か所廃止[7][29][11][新聞 5]。
  - 10月1日：全線（沼ノ端駅 - 苗穂駅間）が電化（交流20,000 V・50 Hz）[7][11][新聞 6]。美々駅 - 千歳駅間に千歳空港駅（旅客駅・直営駅）を新設[30][11][12][新聞 7]。室蘭駅 - 札幌駅 - 旭川駅間のエル特急「ライラック」運行開始[24][31][11]。
- 1981年（昭和56年）3月5日：沼ノ端駅 - 白石駅間と室蘭本線の沼ノ端駅 - 室蘭駅間に列車集中制御装置 (CTC) を導入[新聞 8]。
- 1982年（昭和57年）3月1日：恵庭駅 - 島松駅間に恵み野駅を新設[11][12][16][新聞 9][新聞 10]。
- 1986年（昭和61年）
  - 3月3日：千歳空港駅 - 白石駅間の最高速度を、従来の100 km/hから120 km/hに引き上げられ[32]、同時に千歳空港駅 - 札幌駅 - 旭川駅間のエル特急「ホワイトアロー」運行開始。
  - 10月：線内で高速運転試験を実施し、N183系気動車を使用して146.9 km/hを記録した[33]。
  - 11月1日：新札幌駅（2代目） - 白石駅間に平和臨時乗降場を新設[11][12][16]。函館本線（貨物支線）の白石駅 - 東札幌駅間廃止に伴い、東札幌駅[4][7][11][18]を廃止。沼ノ端駅 - 千歳空港駅の最高速度を、従来の100 km/hから120 km/hに引き上げられる[32]。これに合わせて室蘭本線の苫小牧駅 - 沼ノ端駅間も同様に最高速度が引き上げられる。これにより苫小牧発着となった「ホワイトアロー」が苫小牧駅 - 札幌駅 - 旭川駅間の全区間で120 km/h運転が可能になる。

#### 民営化以後
- 1987年（昭和62年）4月1日：国鉄分割民営化に伴い、北海道旅客鉄道（JR北海道）が第一種鉄道事業者として全線を承継[34][15][16]。同時に、日本貨物鉄道（JR貨物）が沼ノ端駅間 - 白石駅間の第二種鉄道事業者となる。経路の表示を白石駅 - 沼ノ端駅間 (56.6 km) に変更。平和臨時乗降場が平和駅となる[16]。
- 1988年（昭和63年）
  - 2月27日：線内の千歳空港駅 - 島松駅間で高速運転試験を実施し、NN183系気動車を使用して153.5 km/hを記録[35]、この数字は国内の気動車では最高速度記録である[注釈 4]。
  - 3月13日：ダイヤ改正により、快速「空港ライナー」を運行開始。
  - 11月3日：函館本線の琴似駅 - 苗穂駅間における連続立体交差事業が完成。これに伴い、札幌駅 - 苗穂駅間が4線・複々線化（函館本線・千歳線）。
- 1990年（平成2年）7月1日：長都駅 - 恵庭駅間にサッポロビール庭園駅を新設[11][12][新聞 11]。
- 1991年（平成3年）3月16日：千歳駅 - 南千歳駅間の石勝線直通の普通列車でワンマン運転開始[36]。
- 1992年（平成4年）
  - 6月：苫小牧駅 - 白石駅間でATS-SN使用開始[新聞 12]。
  - 7月1日：南千歳駅 - 新千歳空港駅間 (2.6 km) の支線が開業[11]。同区間に新千歳空港駅を新設[11][12][16]。千歳空港駅が南千歳駅に改称[11][37][16][新聞 2]。ダイヤ改正により、快速「空港ライナー」を快速「エアポート」に改称。「ライラック」の室蘭駅 - 札幌駅間は「すずらん」に分離。
- 1994年（平成6年）
  - 3月1日：特急「スーパー北斗」の運行開始に伴い、沼ノ端駅 - 白石駅間の最高速度が130 km/hに引き上げられる[16]。架線が130 km/h運転に対応していないため、電車の最高速度は従来のまま（120 km/h）であり、電車より気動車が速く走れる区間となっていた[38]。
  - 7月1日：北広島駅 - 上野幌駅間に西の里信号場（2代目）を新設。
- 2002年（平成14年）3月16日：札幌駅 - 旭川駅間の特急「スーパーホワイトアロー」が快速「エアポート」として新千歳空港駅 - 札幌駅間への直通運行を開始[11]。同時に架線を改修し、電車でも南千歳駅 - 白石駅間で130 km/h運転が可能になる[38]。
- 2007年（平成19年）10月1日：全線で駅ナンバリングを実施[JR 4]。
- 2008年（平成20年）
  - 10月25日：全線でIC乗車券「Kitaca」を導入[注釈 5][16][JR 7][JR 8]。
  - 11月1日：長時間運転を見合わせる事象が発生した場合、JRの乗車券所持者に札幌市営地下鉄の乗車券を配布する代替輸送を開始。千歳線では新札幌駅で地下鉄東西線新さっぽろ駅からの乗車券を配布[JR 9]。
- 2009年（平成21年）3月14日：全線でIC乗車券「Kitaca」と「Suica」との相互利用開始[JR 10][JR 11]。
- 2013年（平成25年）
  - 3月23日：全線におけるIC乗車券「Kitaca」との相互利用サービスが、従来の「Suica」に加えて「PASMO」、「manaca」、「TOICA」、「PiTaPa」、「ICOCA」、「はやかけん」、「nimoca」、「SUGOCA」に拡大[JR 12]。
  - 11月1日：特急「北斗」・「スーパー北斗」・「すずらん」の最高速度を120 km/hに減速。これに伴い、沼ノ端駅 - 南千歳駅間の最高速度が120 km/hに引き下げられる[JR 13][JR 14]。
- 2014年（平成26年）8月30日：特急「スーパーとかち」、快速「エアポート」の最高速度を120 km/hに減速。これに伴い、南千歳駅 - 白石駅間の最高速度が120 km/hに引き下げられる[JR 13][JR 15]。
- 2017年（平成29年）3月4日：美々駅が廃止され[JR 16]、美々信号場となる[39]。
- 2018年（平成30年）11月9日：新札幌駅付近で信号機が線路上に倒壊する重大インシデントが発生[JR 17]。倒壊後最初に接近したのが減速中の普通列車であったため、手前で停止することができ負傷者は出なかった。運輸安全委員会による調査の結果、国鉄が1980年10月改正に先立って設置した際の施工不良が原因とされた[40]。
- 2020年（令和2年）3月14日：以下の内容でダイヤ改正を実施[JR 18]。
  - 特別快速「エアポート」を新設。
  - 快速「エアポート」の本数を毎時4本から毎時5本に増発。
  - 苫小牧 - 千歳間の下り始発列車を25分繰り上げ、苫小牧5:40発とする。
- 2024年（令和6年）3月16日：ダイヤ改正[41][JR 19][42]。内容は以下の通り。
  - 快速「エアポート」の本数を日中毎時6本に増発。うち1本は特別快速、2本は北広島駅 - 新千歳空港駅間を各駅に停車する新設の「区間快速」とする。
  - 千歳線を走る全特急が全車指定席になる。
  - 千歳駅 - 苫小牧駅間でワンマン運転を開始。

## 運行形態

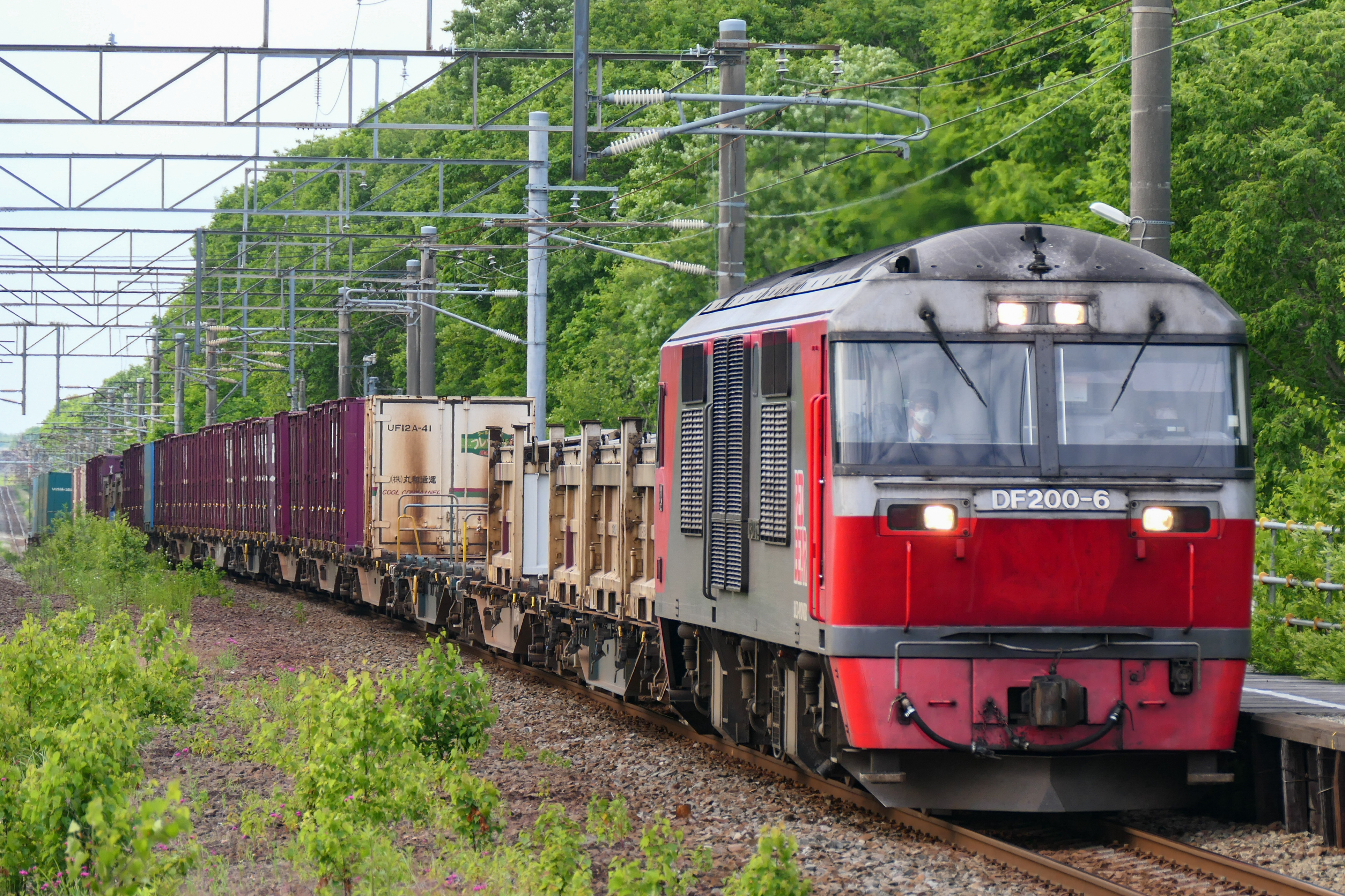
DF200形機関車で運行される、千歳線の貨物列車（2022年6月 植苗駅）

### 広域輸送
函館本線・室蘭本線とともに函館駅 - 札幌駅間を結ぶ幹線の一部で、特急「北斗」が1日11往復運転されており、これらを補完する形で札幌駅 - 室蘭駅間の特急「すずらん」が運転されている。またJR貨物の運行する貨物列車も多数運転されている。
また、札幌駅 - 南千歳駅間は石勝線・根室本線を経由して帯広・釧路方面を結ぶルートの一部で、特急「おおぞら・とかち」が運転される。
2020年3月13日までは、函館・釧路方面の列車と新千歳空港方面の列車を乗り継ぐ場合、一部を除き南千歳駅では同一ホームでの乗り換えとなっていた。
使用されている車両は以下の通り。
- 電車
  - 785系 - 特急「すずらん」
  - 789系1000番台 - 特急「すずらん」
- 気動車
  - キハ261系1000番台 - 特急「北斗」・「おおぞら」・「とかち」

### 地域輸送
地域輸送に関しては函館本線（札幌 - 白石）および室蘭本線（沼ノ端 - 苫小牧）を合わせた札幌 - 新千歳空港・苫小牧で一体的な運行が行われており、線路名称上の終端駅である沼ノ端駅および白石駅を発着とする列車はない。このうち、4割程度の普通・快速列車が函館本線小樽方面に直通する。室蘭本線室蘭方面や札沼線（学園都市線）と直通運転する列車も少数設定されている。
空港連絡輸送として、新千歳空港駅から札幌・小樽方面への快速「エアポート」が1時間に6本（うち特別快速が1本、快速が3本、区間快速が2本）で運転されている。普通列車は日中は1時間に札幌駅 - 北広島駅間で2本、千歳駅 - 苫小牧駅間で1本程度運転されており、朝・夜の時間帯に限り、新千歳空港駅発着の普通列車も設定される。
日中時間帯の「エアポート」は全て先発・先着であり、途中駅で特急列車に追い抜かれず先着する。大半の普通列車は北広島駅で快速と相互に接続する。列車待避のできる駅・信号場は美々信号場・南千歳駅・千歳駅・サッポロビール庭園駅・島松駅・北広島駅・上野幌駅・白石駅である（ただし白石駅は札幌方面のみ待避可能）。
サッポロビール庭園駅、植苗駅では普通列車でも通過する列車がある。また、美々駅は利用客の減少により2017年（平成29年）3月4日に廃止され、美々信号場となった。
千歳駅発着で南千歳駅から石勝線の追分駅・新夕張駅と、室蘭本線の苫小牧・室蘭方面に直通する普通列車がある。この列車はワンマン運転を実施している。なお、これらの石勝線・室蘭本線直通のワンマン列車も千歳駅・南千歳駅では全ドアより乗降できる。
千歳線を含む札幌駅 - 苫小牧駅間において、2024年（令和6年）3月16日改正ダイヤの日中の1時間あたりの平均運転本数は以下の通り。
| 種別＼駅名 | 種別＼駅名                 |                    | 札幌                                  | 札幌                                  | …                                     | 北広島                                | 北広島                                | …                                     | 千歳                                  | 千歳                                  | 南千歳                                | 南千歳                                | …             | 苫小牧        | 苫小牧        |                    |                    |
| ---------- | -------------------------- | ------------------ | ------------------------------------- | ------------------------------------- | ------------------------------------- | ------------------------------------- | ------------------------------------- | ------------------------------------- | ------------------------------------- | ------------------------------------- | ------------------------------------- | ------------------------------------- | ------------- | ------------- | ------------- | ------------------ | ------------------ |
| 運行本数   | 特急「北斗」「すずらん」   |                    | 1本                                   | 1本                                   | 1本                                   | 1本                                   | 1本                                   | 1本                                   | 1本                                   | 1本                                   | 1本                                   | 1本                                   | 1本           | 1本           | 1本           | 室蘭・函館方面     | 室蘭・函館方面     |
| 運行本数   | 特急「おおぞら」「とかち」 |                    | 1本                                   | 1本                                   | 1本                                   | 1本                                   | 1本                                   | 1本                                   | 1本                                   | 1本                                   | 1本                                   | 1本                                   | 石勝線直通    | 石勝線直通    | 石勝線直通    | 石勝線直通         |                    |
| 運行本数   | 特別快速「エアポート」     | 小樽方面 直通      | 1本                                   | 1本                                   | 1本                                   | 1本                                   | 1本                                   | 1本                                   | 1本                                   | 1本                                   | 1本                                   | 1本                                   | →新千歳空港駅 | →新千歳空港駅 | →新千歳空港駅 | →新千歳空港駅      |                    |
| 運行本数   | 快速「エアポート」         | 一部 小樽方面 直通 | 3本                                   | 3本                                   | 3本                                   | 3本                                   | 3本                                   | 3本                                   | 3本                                   | 3本                                   | 3本                                   | 3本                                   | →新千歳空港駅 | →新千歳空港駅 | →新千歳空港駅 | →新千歳空港駅      |                    |
| 運行本数   | 区間快速「エアポート」     |                    | 2本 （北広島 - 新千歳空港間各駅停車） | 2本 （北広島 - 新千歳空港間各駅停車） | 2本 （北広島 - 新千歳空港間各駅停車） | 2本 （北広島 - 新千歳空港間各駅停車） | 2本 （北広島 - 新千歳空港間各駅停車） | 2本 （北広島 - 新千歳空港間各駅停車） | 2本 （北広島 - 新千歳空港間各駅停車） | 2本 （北広島 - 新千歳空港間各駅停車） | 2本 （北広島 - 新千歳空港間各駅停車） | 2本 （北広島 - 新千歳空港間各駅停車） | →新千歳空港駅 | →新千歳空港駅 | →新千歳空港駅 | →新千歳空港駅      |                    |
| 運行本数   | 普通                       | 一部 小樽方面 直通 | 2本                                   | 2本                                   | 2本                                   | 2本                                   |                                       |                                       |                                       | 1本                                   | 1本                                   | 1本                                   | 1本           | 1本           | 1本           | 一部 室蘭方面 直通 | 一部 室蘭方面 直通 |
| 運行本数   | 普通                       |                    |                                       |                                       |                                       |                                       |                                       |                                       |                                       | 0-1本                                 | 0-1本                                 | 0-1本                                 | 石勝線直通    | 石勝線直通    | 石勝線直通    | 石勝線直通         |                    |

使用される車両は以下の通り。
- 電車
  - 721系
  - 731系
  - 733系
  - 735系
  - 737系 - 苫小牧駅を越えて運行される朝の札幌発東室蘭行き・夜の東室蘭発札幌行きの1往復のほか、千歳駅発着の室蘭本線直通列車に充当される。千歳駅発着列車のみワンマン運転。
731系・735系は快速「エアポート」には充当されない。ただし、快速「エアポート」とならない新千歳空港発着の普通列車には充当される場合もある。
- 気動車
  - H100形 - 石勝線直通列車のみ。石勝線との接続駅は南千歳駅だが、千歳駅まで運転されている。ワンマン運転。

### 寝台特急以外の臨時列車
千歳線には臨時列車も数本運転されている。過去に運転された列車は以下の通り
- 優駿浪漫号 - 使用される車両は不定で、2007年時点ではニセコエクスプレス車両が使用されている。最短編成はキハ40の1両だったこともあり、札幌駅発着の列車では異例であった。
- ヘルシーウォーキング号
- 道南さくらエクスプレス - 2011年のゴールデンウィークにノースレインボーエクスプレス車両で運転。

## データ

### 路線データ
- 管轄（事業種別）・区間（営業キロ）
  - 北海道旅客鉄道（JR北海道）…第一種鉄道事業者
    1. 沼ノ端駅 - 白石駅間 56.6 km （基本計画の表示。線路名称上は苗穂駅 - 沼ノ端駅間）[43]
    2. 南千歳駅 - 新千歳空港駅間 2.6 km[43]
      - 全区間、JR北海道本社鉄道事業本部の管轄となっている。

  - 日本貨物鉄道（JR貨物）…第二種鉄道事業者
    1. 白石駅 - 沼ノ端駅間 (56.6 km)
- 軌間：1,067 mm（狭軌）
- 駅数：16駅（起終点駅含む）
  - 一般駅：1駅（島松駅）
  - 旅客駅：14駅
  - 貨物駅：1駅（札幌貨物ターミナル駅）
  - 信号場数：2か所
    - 千歳線所属駅に限定した場合、沼ノ端駅（室蘭本線所属[30]）・白石駅（函館本線所属[30]）・札幌貨物ターミナル駅（函館本線所属[30]）の3駅が除外され、一般駅1駅、旅客駅12駅、信号場2か所となる。
- 電化区間：全線電化（交流20,000 V・50 Hz）
- 複線区間：沼ノ端駅 - 白石駅間
- 単線区間：南千歳駅 - 新千歳空港駅間
- 閉塞方式：自動閉塞式
- 最高速度（2014年8月30日現在）[JR 20][JR 13][JR 14][JR 21][JR 15][新聞 13]：
  - 120 km/h（白石駅 - 沼ノ端駅間）
  - 95 km/h（南千歳駅 - 新千歳空港駅間）
- 保安装置：ATS-DN

### 輸送密度
区間ごとの輸送密度は以下の通り。なお、2012年以降JR北海道が公表しているデータについては、実質的に一体化した運用を行っている室蘭本線（苫小牧駅 - 沼ノ端駅間）と合算したものが公表されている。
| 年度                 | 輸送密度（人/日）   | 輸送密度（人/日）         | 備考 | 出典      |
| 年度                 | 白石駅 - 苫小牧駅間 | 南千歳駅 - 新千歳空港駅間 | 備考 | 出典      |
| -------------------- | ------------------- | ------------------------- | --- | --------- |
| 2012年（平成24年）度 | 43,885              | 27,158                    | | [ JR 22 ] |
| 2013年（平成25年）度 | 44,312              | 28,281                    | | [ JR 22 ] |
| 2014年（平成26年）度 | 43,974              | 29,074                    | | [ JR 23 ] |
| 2014年（平成26年）度 | 43,433              | 43,433                    | | [ JR 24 ] |
| 2015年（平成27年）度 | 45,345              | 30,670                    | | [ JR 25 ] |
| 2015年（平成27年）度 | 44,812              | 44,812                    | | [ JR 26 ] |
| 2016年（平成28年）度 | 45,599              | 31,507                    | 台風10号による影響を除くため、9 - 12月を除いた数値。                                                        | [ JR 27 ] |
| 2016年（平成28年）度 | 45,337              | 32,001                    | 9 - 12月を含む数値                                                                                          | [ JR 27 ] |
| 2017年（平成29年）度 | 46,076              | 46,076                    | 新千歳空港へのアクセス好調、道東方面直通の特急列車運転再開等により、前年度比増加 同年度分より集計方法見直し | [ JR 28 ] |
| 2018年（平成30年）度 | 46,416              | 46,416                    | | [ JR 29 ] |
| 2019年（令和元年）度 | 45,232              | 45,232                    | 新型コロナウイルス感染症（COVID-19）の拡大の影響等により、前年度比減少                                      | [ JR 30 ] |
| 2020年（令和02年）度 | 24,422              | 24,422                    | COVID-19の影響により、前年度比大幅減少                                                                      | [ JR 31 ] |
| 2021年（令和03年）度 | 27,780              | 27,780                    | | [ JR 32 ] |
| 2022年（令和04年）度 | 38,410              | 38,410                    | | [ JR 33 ] |
| 2023年（令和05年）度 | 44,729              | 44,729                    | | [ JR 34 ] |

### 収支・営業係数
札幌圏（Kitacaエリア）の収支（営業収益、営業費用、営業損益）と営業係数は以下の通り。いずれも管理費を含めた金額である（▲はマイナスを意味する）。千歳線（白石駅 - 沼ノ端駅間、南千歳駅 - 新千歳空港駅間）のみの収支・営業係数は公表されていない。
| 年度                 | 収支（百万円） | 収支（百万円） | 収支（百万円） | 営業 係数 （円） | 備考                                                                                          | 出典      |
| 年度                 | 営業 収益      | 営業 費用      | 営業 損益      | 営業 係数 （円） | 備考                                                                                          | 出典      |
| -------------------- | -------------- | -------------- | -------------- | ---------------- | --------------------------------------------------------------------------------------------- | --------- |
| 2014年（平成26年）度 | 39,721         | 42,383         | ▲2,662         | 107              |                                                                                               | [ JR 24 ] |
| 2015年（平成27年）度 | 40,619         | 42,794         | ▲2,175         | 105              |                                                                                               | [ JR 26 ] |
| 2016年（平成28年）度 | 40,668         | 46,136         | ▲5,467         | 113              | 修繕費・減価償却費増加により営業費用増加                                                      | [ JR 27 ] |
| 2017年（平成29年）度 | 42,074         | 44,566         | ▲2,492         | 106              | 道東方面特急列車運転再開、利用増・減価償却費減少により前年度比改善 同年度分より集計方法見直し | [ JR 28 ] |
| 2018年（平成30年）度 | 41,842         | 44,597         | ▲2,755         | 107              | 高架橋の修繕増加により、前年度比拡大                                                          | [ JR 29 ] |
| 2019年（令和元年）度 | 42,134         | 44,394         | ▲2,260         | 105              | 外注による除雪、減価償却費減少により、前年度比改善                                            | [ JR 30 ] |
| 2020年（令和02年）度 | 24,516         | 42,394         | ▲17,878        | 173              | 新型コロナウイルス感染症（COVID-19）の影響により、前年度比拡大                                | [ JR 31 ] |
| 2021年（令和03年）度 | 27,266         | 42,125         | ▲14,859        | 154              |                                                                                               | [ JR 32 ] |
| 2022年（令和04年）度 | 36,515         | 43,683         | ▲7,168         | 120              |                                                                                               | [ JR 33 ] |
| 2023年（令和05年）度 | 42,365         | 45,365         | ▲3,000         | 107              |                                                                                               | [ JR 34 ] |

### 加算運賃収入
南千歳駅 - 新千歳空港間の年間の加算運賃収入は以下の通り。2017年（平成29年）度末時点での、加算運賃収入等による設備投資額等の回収率は85.3%となっている。
| 年度                 | 加算運賃収入 | 備考 |
| -------------------- | ------------ | ---- |
| 2010年（平成22年）度 | 10億3300万円 |      |
| 2011年（平成23年）度 | 10億8200万円 |      |
| 2012年（平成24年）度 | 11億7800万円 |      |
| 2013年（平成25年）度 | 12億2800万円 |      |
| 2014年（平成26年）度 | 12億2300万円 |      |
| 2015年（平成27年）度 | 12億8900万円 |      |

## 駅一覧
- 駅ナンバリングが設定されているが、駅ナンバリング順ではなく、下り順に記述。駅ナンバリングの詳細については「北海道旅客鉄道の駅ナンバリング・区間カラー」を参照。
- 全駅北海道内に所在。

### 本線
便宜上、末端部で全列車が乗り入れる室蘭本線苫小牧駅 - 沼ノ端駅間、函館本線白石駅 - 札幌駅間も合わせて掲載。
- 全区間交流電化（ただし、後述の日高本線用単線を除く）
- 苫小牧駅 - 苫小牧貨物駅間は三線（室蘭本線・千歳線用の複線と日高本線用の単線を併設）、苫小牧貨物駅 - 白石駅間は複線、白石駅 - 札幌駅間は複々線（函館本線用・千歳線用それぞれの複線を併設）
- 駅番号の（ ）は旅客駅時代のもの
- （貨）：貨物専用駅、◇：貨物取扱駅（定期貨物列車の発着なし）、札：特定都区市内制度の「札幌市内」エリアの駅
- 累計営業キロは沼ノ端駅からのもの。駅間営業キロは旅客駅間のもの。
- 停車駅
  - 普通列車は基本的にすべての旅客駅に停車するが、一部の列車はサッポロビール庭園駅（▽印）を通過する。
  - 「エアポート」… ●：全列車停車、｜：全列車通過、◆：早朝・夜間のみ停車
    - ▼：エスコンフィールドHOKKAIDOでのナイトゲーム開催日は、札幌駅行の一部が臨時停車する場合がある[44]。
    - 特別快速・快速・区間快速「エアポート」のすべての停車駅については列車記事を参照

  - 特急列車については、#広域輸送に挙げられている各列車記事参照

| 路線名   | 駅番号                                  | 駅名               | 営業キロ | 営業キロ | エアポート | エアポート | エアポート | 接続路線・備考                                    | 所在地            | 所在地            | 所在地            |
| 路線名   | 駅番号                                  | 駅名               | 駅間     | 累計     | 区間快速   | 快速       | 特別快速 | 接続路線・備考                                    | 所在地            | 所在地            | 所在地            |
| -------- | --------------------------------------- | ------------------ | -------- | -------- | ---------- | ---------- | --- | ------------------------------------------------- | ----------------- | ----------------- | ----------------- |
| 室蘭本線 | H18                                     | 苫小牧駅           | -        | 8.8      |            |            | | 北海道旅客鉄道：■室蘭本線（東室蘭方面）・日高本線 | 胆振管内 苫小牧市 | 胆振管内 苫小牧市 | 胆振管内 苫小牧市 |
| 室蘭本線 |                                         | （貨）苫小牧貨物駅 | -        | 5.4      |            |            | | （日高本線との施設上の分岐駅）                    | 胆振管内 苫小牧市 | 胆振管内 苫小牧市 | 胆振管内 苫小牧市 |
| 室蘭本線 | H17                                     | 沼ノ端駅           | 8.8      | 0.0      |            |            | | 北海道旅客鉄道：室蘭本線（岩見沢方面）            | 胆振管内 苫小牧市 | 胆振管内 苫小牧市 | 胆振管内 苫小牧市 |
| 千歳線   | H17                                     | 沼ノ端駅           | 8.8      | 0.0      |            |            | | 北海道旅客鉄道：室蘭本線（岩見沢方面）            | 胆振管内 苫小牧市 | 胆振管内 苫小牧市 | 胆振管内 苫小牧市 |
| H16      | 植苗駅                                  | 6.4                | 6.4      |          |            |            | |                                                   | 胆振管内 苫小牧市 | 胆振管内 苫小牧市 | 胆振管内 苫小牧市 |
| (H15)    | 美々信号場                              | -                  | 13.9     |          |            |            | | 石狩管内                                          | 千歳市            | 千歳市            |                   |
| H14      | 南千歳駅                                | 12.0               | 18.4     | ●        | ●          | ●          | 北海道旅客鉄道：■千歳線（支線）・■石勝線                                                                               | 石狩管内                                          | 千歳市            | 千歳市            |                   |
| H13      | 千歳駅                                  | 3.0                | 21.4     | ●        | ●          | ｜         | | 石狩管内                                          | 千歳市            | 千歳市            |                   |
| H12      | 長都駅 （キリンビール北海道千歳工場前） | 3.5                | 24.9     | ●        | ｜         | ｜         | | 石狩管内                                          | 千歳市            | 千歳市            |                   |
| H11      | サッポロビール庭園駅▽                   | 2.2                | 27.1     | ●        | ｜         | ｜         | | 石狩管内                                          | 恵庭市            | 恵庭市            |                   |
| H10      | 恵庭駅 （北海道文教大学前）             | 2.3                | 29.4     | ●        | ●          | ｜         | | 石狩管内                                          | 恵庭市            | 恵庭市            |                   |
| H09      | 恵み野駅                                | 2.5                | 31.9     | ●        | ｜         | ｜         | | 石狩管内                                          | 恵庭市            | 恵庭市            |                   |
| H08      | 島松駅◇                                 | 2.2                | 34.1     | ●        | ｜         | ｜         | | 石狩管内                                          | 恵庭市            | 恵庭市            |                   |
| H07      | 北広島駅                                | 6.5                | 40.6     | ●        | ●          | ▼          | | 石狩管内                                          | 北広島市          | 北広島市          |                   |
|          | 西の里信号場                            | -                  | 44.4     | ｜       | ｜         | ｜         | | 石狩管内                                          | 北広島市          | 北広島市          |                   |
| H06      | 上野幌駅 札                             | 8.0                | 48.6     | ｜       | ｜         | ｜         | | 石狩管内                                          | 札幌市            | 厚別区            |                   |
| H05      | 新札幌駅 札                             | 2.9                | 51.5     | ●        | ●          | ●          | 札幌市営地下鉄： 東西線 …新さっぽろ駅 (T19)                                                                            | 石狩管内                                          | 札幌市            | 厚別区            |                   |
|          | （貨）札幌貨物ターミナル駅              | -                  | 53.6     | ｜       | ｜         | ｜         | | 石狩管内                                          | 札幌市            | 白石区            |                   |
| H04      | 平和駅 札                               | 2.9                | 54.4     | ｜       | ｜         | ｜         | | 石狩管内                                          | 札幌市            | 白石区            |                   |
| H03      | 白石駅 札                               | 2.2                | 56.6     | ｜       | ◆          | ｜         | 北海道旅客鉄道：■ 函館本線（岩見沢方面）                                                                               | 石狩管内                                          | 札幌市            | 白石区            |                   |
| H03      | 白石駅 札                               | 2.2                | 56.6     | ｜       | ◆          | ｜         | 北海道旅客鉄道：■ 函館本線（岩見沢方面）                                                                               | 石狩管内                                          | 札幌市            | 白石区            | 函館本線          |
| H02      | 苗穂駅 札◇                              | 3.9                | 60.5     | ｜       | ｜         | ｜         | | 石狩管内                                          | 札幌市            | 中央区            |                   |
| 01       | 札幌駅 札                               | 1.9                | 62.4     | ●        | ●          | ●          | 北海道旅客鉄道：■ 函館本線（小樽方面）・■ 札沼線（学園都市線） 札幌市営地下鉄： 南北線・ 東豊線 …さっぽろ駅 (N06・H07) | 石狩管内                                          | 札幌市            | 北区              |                   |

1. ↑  南千歳駅を始発・終着とする列車はなく、普通列車は全列車が千歳駅まで乗り入れる。
2. ↑  大半の列車が小樽方面へ直通運転をする。
3. ↑  札沼線の正式な起点は函館本線桑園駅だが、運転系統上は全列車が札幌駅に乗り入れており、うち上り1本が千歳線札幌駅 - 新千歳空港駅間に快速「エアポート」として直通する。
4. ↑  駅ビルは中央区に所在。

### 支線
- 全区間交流電化・単線
- すべての特別快速・快速・区間快速「エアポート」ならびに普通列車が両駅に停車する。
- 両駅ともに石狩管内千歳市内に所在し、列車交換が可能

| 駅番号 | 駅名         | 営業 キロ | 接続路線・備考                           | 地上 ／ 地下 |
| ------ | ------------ | --------- | ---------------------------------------- | ------------ |
| AP15   | 新千歳空港駅 | 0.0       |                                          | 地下         |
| H14    | 南千歳駅     | 2.6       | 北海道旅客鉄道：■千歳線（本線）・■石勝線 | 地上         |

1. ↑  新千歳空港駅発着の全列車が札幌駅へ乗り入れている。

### 廃止区間
所在地の名称は廃止時点のもの。全駅北海道（石狩管内）に所在。これらの区間は非電化（苗穂駅 - 東札幌駅間は1931年 - 1957年の間1500 V 直流電化）。
- 苗穂駅 - 東札幌駅間 (3.1 km) - 1973年（昭和48年）9月10日廃止[11]。
- 東札幌駅 - 月寒駅間 (2.7 km) - 1973年（昭和48年）9月10日函館本線（貨物線）に編入後[11]、1976年（昭和51年）10月1日廃止[21]。
- 月寒駅 - 北広島駅間 (16.1 km) - 1973年（昭和48年）9月10日廃止[11]。

| 駅名                 | 営業キロ | 営業キロ | 接続路線・備考                                                                                                | 所在地                          | 所在地                          |
| 駅名                 | 駅間     | 累計     | 接続路線・備考                                                                                                | 所在地                          | 所在地                          |
| -------------------- | -------- | -------- | --- | ------------------------------- | ------------------------------- |
| 苗穂駅               | -        | 0.0      | 日本国有鉄道：函館本線 札幌市電：苗穂線（苗穂駅前停留場） - 1971年10月1日廃止                                 | 札幌市                          | 中央区                          |
| 東札幌駅             | 3.1      | 3.1      | 日本国有鉄道：函館本線（貨物支線・白石方面） - 1986年11月1日廃止 定山渓鉄道：定山渓鉄道線 - 1969年11月1日廃止 | 札幌市                          | 白石区                          |
| 月寒駅               | 2.7      | 5.8      | | 札幌市                          | 白石区                          |
| 大谷地駅             | 3.1      | 8.9      | | 札幌市                          | 白石区                          |
| 上野幌駅（初代）     | 3.5      | 12.4     | | 札幌市                          | 白石区 （現在は厚別区に分離）   |
| 西の里信号場（初代） | 5.2      | 17.6     | | 札幌郡広島町 （現在の北広島市） | 札幌郡広島町 （現在の北広島市） |
| 北広島駅             | 4.3      | 21.9     | 日本国有鉄道：千歳線（沼ノ端方面）                                                                            | 札幌郡広島町 （現在の北広島市） | 札幌郡広島町 （現在の北広島市） |

- 北広島駅 - 東札幌駅間の廃線跡は、現在、北海道道1148号札幌恵庭自転車道線（白石こころーど、陽だまりロード、エルフィンロード）となっている[7]。

### かつて旅客駅だった信号場
- 美々信号場 - 旧・美々駅 (H15)。2017年（平成29年）3月4日旅客扱い廃止[JR 16]。

### 過去の接続路線
- 沼ノ端駅：富内線（旧線） - 1943年（昭和18年）11月1日休止（実質廃止）
- 千歳駅：
  - 旧海軍千歳第一飛行場軍用線 - 1978年（昭和53年）12月1日廃止[5]
  - 旧海軍第二・第三飛行場軍用線 - 1976年（昭和51年）廃止[5]

## 将来に向けての構想
快速「エアポート」の増発

2016年に、JR北海道は千歳線を走行する快速「エアポート」の本数を現行の1時間4本（15分間隔）から1時間5本（12分間隔）に増発する方針を示しており、それに関連して札幌貨物ターミナル駅から本線への連絡線の立体交差化を検討している。これは、札幌貨物ターミナル駅からの貨物列車が頻繁に本線へ進入するうえ、千歳方面への貨物列車が短区間ながら札幌方面の線路を走行するため、現行の配線では列車の増発が困難であることが理由として挙げられる。また、現在6両編成で運転されている「エアポート」の車両を増結する方法も検討されたが、停車駅のホーム改良が大規模になるため、見送られることになった。
2019年9月11日にJR北海道は、車両の増備や信号設備の改良を行ったうえで、2020年春のダイヤ改正にて1時間5本に増発を行う予定と発表し、2020年3月14日のダイヤ改正より増発が実施された。
2024年春のダイヤ改正で、「エアポート」を日中1時間6本に増発する予定で、うち1本が特別快速、3本が快速、2本が区間快速となる。区間快速は北広島駅 - 新千歳空港駅間は各駅に停車する。
エスコンフィールドHOKKAIDO（北広島市）開設に伴う輸送対応

プロ野球・北海道日本ハムファイターズが札幌ドームに代わる新たな本拠地球場の建設を検討していることに関連し、北広島市がまとめた「ボールパーク構想」として、北広島駅から約1.5 km離れた位置に計画されている「きたひろしま総合運動公園」用地にファイターズの新球場を誘致すること、新球場への交通アクセスの利便性向上として千歳線に新駅を設置することをJR北海道に求めること、などの案が検討されている。
その後の2019年2月に、ボールパークのアクセスは北広島駅の改修で対応することとしつつ、新駅の建設についても協議は続けることが発表された。
さらに2019年12月にJR北海道は、新駅建設案ならびにその建設費用の見通し（請願駅となるため北広島市の負担となる。約80 - 90億円としており、北広島市が想定していた約70億円より高くなっている）・完成時期の見通し（工期7年、ボールパーク開業には間に合わず）を発表した。
その後、JR北海道は2020年3月末までに新駅建設予定地で地盤の強度や整備に必要な土地が確保できるかなどの調査を実施した上で、「技術的に整備は可能」との結果を示した。この結果を踏まえて、北広島市は同年7月6日にJR北海道に新駅設置に関する請願書を提出し、2028年春の開業を目指すこととなった。
2020年12月15日は、北広島市が、2021年度にも新駅開業に向けた詳細調査に着手し、翌年度中にもJR北海道と、新駅開業までの工期や費用を明記した覚書を締結する考えを示した。
新千歳空港支線の苫小牧方面・石勝線方面直通化
新千歳空港駅と周辺の大規模改修を行い、駅を千歳線の本線に組み込む形で苫小牧側に貫通させ複線化して石勝線を接続することが検討されている。実現すれば利便性が向上しJR北海道の増収効果も期待されており、早ければ2022年の完成を目指していた。
その後、新千歳空港を含む北海道内の民営化される空港を運営する企業連合（北海道空港など）とJR北海道は、新千歳空港支線・新千歳空港駅を輸送力増強のため移設するとともに、苫小牧方面・石勝線方面への直通化に対応できる構造にする方針を示し、2030年までの完成を目指すとした。2020年7月には、北海道知事鈴木直道が、北海道内7空港の一括民営化に伴って運営事業者が国に支払う運営権対価約2920億円について、新千歳空港駅と道東・道南方面のスルー化への活用を国に要請した。
新千歳空港駅 - 旭川駅間直行列車構想
北海道エアポートが旭川空港を新千歳空港に次いで準拠点空港と位置付ける計画をしていることを踏まえて、両空港を行き来する際の利便性を高めることを目的に、室蘭本線の追分駅を経由した上で、新千歳空港駅と旭川駅を乗り換えなしで結ぶ新ルートが検討されている。新ルートは、旭川空港の施設改修などが本格化する2025年以降に合わせて開設が予定されており、JR北海道と北海道エアポートが実現の可否を含めた検討に着手している。旭川駅から新千歳空港駅へ向かう場合、2016年3月のダイヤ改正で札幌駅経由で旭川駅と新千歳空港駅を結ぶ直行列車が廃止されて以降、札幌駅での乗り換えが必要となっており、札幌駅より快速「エアポート」を活用した場合は、乗り換え時間を含めて最短で約2時間20分を要している。新ルートは、札幌駅経由の直行列車とは異なり気動車での運行となるが、新ルートを特急列車として運行させた場合は1時間30分程度への短縮が見込まれている。
札幌駅 - 新千歳空港駅間の高速化改良による所要時間短縮
2024年4月1日に公表された「JR北海道グループ中期経営計画2026」では上記の新千歳空港駅のスルー化に加え、北海道新幹線札幌延伸後に在来線の改良による高速化（軌道強化・線形改良・最高速度の向上・高架化による踏切解消など）を行い、札幌駅 - 新千歳空港駅間（46.6km）の所要時間を最速33分（2024年時点）から最速25分に短縮する構想が示されている。